# Antoni Amat
Antoni Amat (Barcelona ? - ?), fou un escriptor català en llengua llatina.
Fou un jurista que exercí d'advocat dels diputats de Catalunya a les Corts de 1438. Escriví diverses epístoles als consellers de Barcelona, des de Palerm i des de Florència, informant-los dels afers de la cort d'Alfons el Magnànim.

## Obres
- Repertorium iures praecipue Barcinonensis ordine alphabetico digestum.
- An in principatu possint duo locumtenentes Regne creari.
- Epístoles als consellers de Barcelona des de Palerm i Florència (1435 i 1436)